# Searching for Debra Winger
Searching for Debra Winger é um documentário estadunidense de 2002, concebido e dirigido por Rosanna Arquette. O filme apresenta uma entrevista com a atriz Debra Winger, sobre por que ela de repente se aposentou da indústria cinematográfica no auge de sua carreira. Também apresenta entrevistas com outras atrizes, que discutem as várias pressões que enfrentam como mulheres que trabalham na indústria cinematográfica. Eles mencionam a tentativa de conciliar seus compromissos profissionais, com suas responsabilidades pessoais para com a família e a si mesmos. Desde então, Debra Winger voltou a atuar.

## Inspiração e conceito
A inspiração de Arquette para o projeto foi dupla. O primeiro filme que ela viu foi The Red Shoes, a história de uma mulher incapaz de escolher entre sua dedicação à arte e a perspectiva de amor ao longo da vida. A luta emocional do personagem deixou um impacto indelével em Arquette. Ela também ficou consternada com a retirada auto-imposta de Debra Winger da cena de Hollywood (embora ela tenha retomado a atuação). Curiosa sobre quantas outras artistas do sexo feminino se sentiram pressionadas a abandonar suas carreiras e por que motivos elas optam por fazê-lo, Arquette se envolveu em uma animada discussão com muitos de seus colegas, individualmente ou em pequenos grupos, e seus comentários editados resultaram neste filme.
Winger explica que sua decisão de deixar de atuar não era tanto uma questão de fugir de algo, mas também de abraçar uma vida pessoal que ela sentia que estava perdendo. Ela diz que está aberta à possibilidade de retornar à tela para os papéis certos e, desde o lançamento do documentário, ela trabalhou em alguns filmes, principalmente Rachel Getting Married, que recebeu elogios da crítica.

## Entrevistas
Roger Ebert é o único homem a ser entrevistado por Arquette. Ele expressa sua crença de que os executivos de estúdios realizam projetos baseados no gosto de meninos e jovens adolescentes, que tendem a favorecer comédias leves, combinadas com humor de banheiro e filmes de ação. Nenhum desses gêneros oferece papéis substanciais para as mulheres, especialmente mulheres mais velhas.
Outros assuntos de Arquette incluem sua irmã Patricia Arquette, Emmanuelle Béart,  Katrin Cartlidge, Laura Dern, Jane Fonda, Teri Garr, Whoopi Goldberg, Melanie Griffith, Daryl Hannah, Salma Hayek, Holly Hunter, Diane Lane, Kelly Lynch, Julianna Margulies, Chiara Mastroianni, Samantha Mathis, Frances McDormand, Catherine O'Hara, Julia Ormond, Gwyneth Paltrow, Martha Plimpton, Charlotte Rampling, Vanessa Redgrave, Theresa Russell, Meg Ryan, Ally Sheedy, Adrienne Shelly, Sharon Stone, Tracey Ullman, JoBeth Williams, Alfre Woodard, e Robin Wright Penn.
O filme foi exibido fora de competição no Festival de Cannes de 2002.

## Recepção crítica
David Rooney, da Variety, observou: "Muitas das atrizes aqui informadas fornecem idéias esclarecedoras, inteligência e humor. Mas, embora o assunto seja rico em potencial e esse acesso de celebridade de alto calibre comande uma audiência automática, não há como escapar da sensação de que essa poderia ter sido uma experiência muito mais reveladora nas mãos de um entrevistador mais experiente . . . Arquette passa a maior parte do tempo jogando adjetivos como declarações "surpreendentes" ou banais sobre a "jornada" em que está, tornando-a um elo bastante fraco com seus assuntos frequentemente mais interessantes".
A análise da Entertainment Weekly do lançamento do DVD de 2004 declarou: "O diálogo às vezes é tolo e a edição é instável, mas a discussão sobre questões universais da mulher é articulada e franca".